# Deesis
Deesis ali Deisis (grško δέησις, 'molitev' ali 'priprošnja') v bizantinski umetnosti in kasneje vzhodni pravoslavni umetnosti na splošno je tradicionalna ikonična predstavitev Kristusa v slavi ali Kristus Pantokrator: ustoličen, drži knjigo,  ob njem sta levo in desno postavljena Devica Marija in Janez Krstnik, včasih pa tudi drugi svetniki in angeli (Velika Deesis). Marija in Janez Krstnik ter druge figure so prikazani obrnjeni proti Kristusu z rokami v molitvi za človeštvo.
V zgodnjih primerih je bil pogosto postavljena na tempeljski žarek v pravoslavnih cerkvah ali nad vrati, čeprav se pojavlja tudi na ikonah in nabožni slonovini.
Po razvoju celotnega ikonostasa je bil prostor za »Veliko Deesis« celopostavnih figur in število teh se je povečalo tudi v Bizancu in Rusiji. Po navadi bila nad nivojem vrat in pod vrsto, ki prikazuje praznik Jezusovega vstajenja, včasih pa je bila Deesis nad tem. Osrednji Kristus je torej nad glavnimi vrati na ikonostasu. Kmalu je bilo sedem figur, običajno ena na ploščo, standard glede na bližino Kristusa v središču: na levi (Kristusova desnica) Marija, nadangel Mihael in Sveti Peter ter na desni strani Janez Krstnik, nadangela Gabriel in sveti Pavel. Zlasti v ruskih primerih so pogosto vključeni vanj številni svetniki lokalnega pomena, kot to dopušča prostor. Vrsta Andreja Rubljova v stolnici Marijinega Vnebovzetja v Vladimiru je bila 3,14 m visoka . V grški tradiciji je bolj verjetno, da so dodatne plošče zasedli apostoli.
Prisotnost Marije in Janeza ter drugih osebnosti je eno od razhajanj z zahodnim Kristusom v slavi, kjer so štirje evangelisti in / ali njihovi simboli bolj pogosto vključeni okoli Kristusa. Motiv Deesis najdemo tudi na Zahodu, najprej v tistih delih Italije, ki so bili pod bizantinskim vplivom, kasneje pa tudi v preostali Evropi. Pogosto je Deesis del prizora Poslednje sodbe. Uporaba motiva je počasi vedno redkejša tekom poznega srednjega veka in ni nikoli tako pogosta kot zahodne oblike Kristusa v slavi.
Na upodobitvah Križanja sta pod križem zelo pogosto upodobljena Devica Marija na eni strani in sveti Janez Evangelist na drugi strani križa (in ne Janez Krstnik kot pri motivu Deesis).

## Galerija
- Harbavillski triptih, sredina 10. stoletja, slonovina, Konstantinopel, Louvre
- Pet panelov Deesis (center), ikonostas v stolnici Oznanjenja v Moskovskem Kremlju, Teofan Grški, 1405 – prva od petih vrst
- Največja ruska Deesis vrsta; stolnica v Uglihu
- Mozaik Deesis, 13. stoletje, Hagija Sofija